# Quốc kỳ Honduras
Quốc kỳ Honduras (tiếng Tây Ban Nha: Flag of Honduras) có ba vạch ngang, theo thứ tự: trên cùng là xanh ngọc lam, ở giữa là trắng, và dưới cùng ngọc lam.

## Lịch sử
Năm 1823, Honduras gia nhập Cộng hòa Liên bang Trung Mỹ và thông qua quốc kỳ của mình. Nó tiếp tục sử dụng ba băng màu xanh và trắng đơn giản sau khi liên minh giải thể vào năm 1838. Vào ngày 7 tháng 3 năm 1866, năm ngôi sao màu xanh được đặt trên lá cờ đại diện cho năm tỉnh Trung Mỹ ban đầu: El Salvador, Costa Rica, Nicaragua, Honduras và Guatemala. Kích thước và vị trí của các ngôi sao chính thức được ấn định khi thiết kế được chuẩn hóa vào ngày 18 tháng 1 năm 1949.
Sắc lệnh năm 1949 quy định rằng các sọc phải có màu xanh ngọc, nhưng trên thực tế, lá cờ vẫn có màu xanh ngọc bích trong bảy thập kỷ tiếp theo. Chính phủ Honduras chỉ bắt đầu treo cờ xanh ngọc sau lễ nhậm chức của tổng thống Xiomara Castro vào ngày 27 tháng 1 năm 2022.

## Các biến thể

1839–1866
1866–1949
1949–2022
2022–
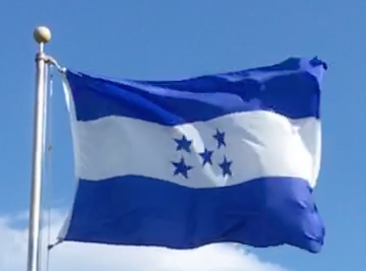
Lá cờ xanh cerulean trước đây, trên cột